# Marco Claudio Marcello Esernino (quindecemviro)
Marco Claudio Marcello Esernino (in latino Marcus Claudius Marcellus Aeserninus; ... – post 12 a.C.) è stato un politico romano.

## Origini familiari
Esernino era figlio dell'omonimo Marco Claudio Marcello Esernino, console nel 22 a.C. e di Asinia. Il padre era figlio dell'omonimo legionario della guerra sociale, Marco Claudio Marcello Esernino, mentre la madre era figlia di Gaio Asinio Pollione, oratore e console nel 40 a.C.

## Biografia
Esernino da giovane si ruppe una gamba durante un Lusus Troiae al tempo di Augusto e il nonno Gaio Asinio Pollione fece abolire i giochi per la loro pericolosità.
Fu preparato all'arte oratoria dal nonno ed era un giovane promettente in questo campo. Fece inoltre parte del collegio dei Quindecemviri Sacris Faciundis.
Ebbe un figlio a lui omonimo, Marco Claudio Marcello Esernino, che fu pretore nel 19.